# Christa Cremer

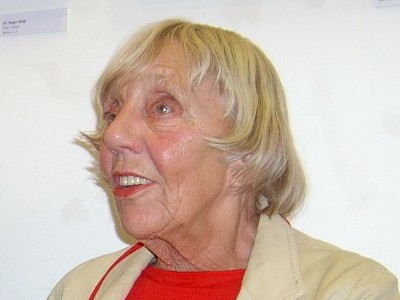
Christa Cremer, 2006

Christa Cremer (* 16. August 1921 in Görlitz; † 4. Dezember 2010 in Berlin) war eine deutsche Malerin, Grafikerin, Bildhauerin und Keramikerin.

## Biografie
Christa von Carnap absolvierte ihr Grafikstudium an der Hochschule der Künste in Berlin-Charlottenburg von 1939 bis 1940, zwei Jahre später heiratete sie den Bildhauer Waldemar Grzimek (1918–1984). Aus der Ehe gingen die Bildhauerin Sabina Grzimek (* 1942) und der Keramiker Tomas Grzimek (* 1948) hervor.
Erste Keramikarbeiten gestaltete sie ab 1949–1953 in ihrer Keramikwerkstatt in Schönschornstein zusammen mit Aga Honigberger. Im Jahre 1951 wurde die Ehe geschieden. 1953 heiratete sie Fritz Cremer, den sie bereits während einer gemeinsamen Zeit in der Villa Massimo kennengelernt hatte, und zog mit den Kindern Sabine und Thomas Grzimek zu ihm nach Berlin-Pankow. 1954 wurde die gemeinsame Tochter Katrine (Trini) geboren. Im selben Jahr begann Christa Cremer mit ihren ersten bildhauerischen Arbeiten, ehe sie ab 1980 überwiegend malte. 16 Lithografien aus den Jahren 1955–1959 befinden sich im Archiv der Akademie der Künste. Mit den Fliesenentwürfen begann sie im Jahre 2007, danach konnte sie auf eine Reihe von Entwürfen zu Keramikfliesen zurückblicken.
Christa Cremer war bis 1990 Mitglied des Verband Bildender Künstler der DDR.
Arbeiten Christa Cremers befinden sich u. a. im GOLEM HOF Tomas Grzimeks in Petersdorf.

## Weitere fotografische Darstellung Christa Cremers
- Barbara Morgenstern: Christa Cremer (1960/1980)[4]

## Rezeption
„Wie mit dem Blick einer Tänzerin beobachtet Christa Cremer das Leben; ihr entschlüsselt sich in der Körpersprache die menschliche Existenz, die um Eros und Thanatos kreist. Erotisches Spiel mit dem Wunsch geliebt zu werden, das Herantasten an die Realität des Todes und die Suche nach dem Selbst durch den Blick in den Spiegel sind die bewegenden Themen ihrer Blätter. Es ist vor allem der nackte Körper, der dies ausdrückt; die Künstlerin verzichtet auf textile Accessoires ebenso leichtherzig wie auf bedeutungsschwangere Metaphern. Das Format ihrer Bilder lädt dazu ein, sie aus der Nähe zu betrachten, und zeigt keinen Hang zur Übersteigerung, die bei diesen Themen, expressiv oder symbolisch, nicht selten die Ästhetik überfordert[…]“ (Friedrich Rothe, 1996)

## Ausstellungen (mutmaßlich unvollständig)

### Einzelausstellungen
- 1987: Berlin, Schloss Köpenick
- 1993: Berlin, Galerie „Die Zunge“
- 1996: Berlin, Ladengalerie (Arbeiten auf Papier)[6]
- 2001: Berlin, Galerie am Amalienpark

### Teilnahme an zentralen und wichtigen regionalen Ausstellungen in der DDR
- 1957 und 1958: Berlin, Bezirkskunstausstellungen
- 1960: Berlin, Pavillon der Kunst („Frauenschaffen und Frauengestalten in der bildenden Kunst. 50 Jahre Internationaler Frauentag.“)

## Werke (Auswahl)

### Plastik
- Sitzende mit Hand am Haar (1980, Bronze)
- Mutter mit Kind, Bronze (1980, Bronze)
- Stehende an der Säule (2002, Bronze)

### Druckgrafik
- Großmutter und Enkel (1957, Lithografie; auf der Ausstellung „Frauenschaffen und Frauengestalten in der bildenden Kunst“)
- Zwei Nonnen I (1995, Lithografie)
- FC&A. (1995, Lithografie)
- FC&A. II (1995, Lithographie)
- männlicher Akt (1995, Lithographie)
- Bildnis eines alten Mannes (1995, Lithographie)